# کینکی (فیلم ۲۰۱۸)
کینکی (به انگلیسی: Kinky) یک فیلم دلهره‌آور، عاشقانه و شهوانی آمریکایی محصول سال ۲۰۱۸ به کارگردانی، نویسندگی و تهیه‌کنندگی ژان-کلود لامار است. در این فیلم رابرت ری‌چارد، داون ریچارد، گری دوردان، ژان-کلود لامار و ویویکا ای فاکس نیز بازی می‌کنند. فیلم در ۱۲ اکتبر ۲۰۱۸ توسط پاتریوت پیکچرز در ایالات متحده منتشر شد.

## داستان
دکتر جویس کارمایکل زنی خجالتی است که از قضا یکی از مشهورترین جراحان آفریقایی آمریکایی در آتلانتا نیز هست. او زندگی اجتماعی چندانی ندارد، بدون شوهر یا دوست پسر تا زمانی که با سرمایه‌گذار میلیاردر تایرون برنارد آشنا می‌شود که او را با جنبه‌های ناهنجارتر رابطه جنسی آشنا می‌کند. جویس با توسعه روابط شهوانی آنها تجربی تر و جسورتر می‌شود و …